# 恩克巴圖

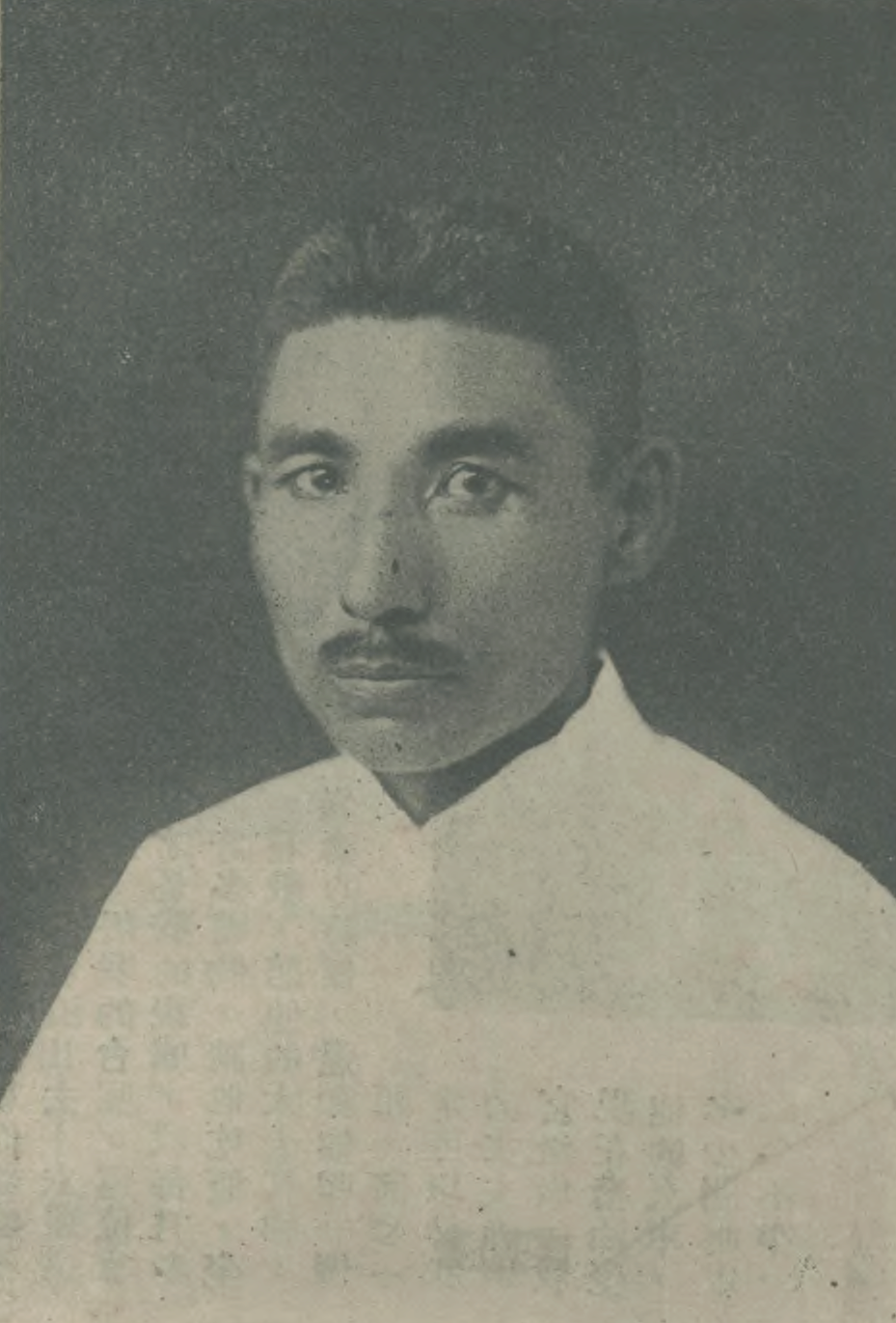
恩克巴图肖像（摄于1928年）

恩克巴图（也作恩和巴圖；1882年—1944年12月6日），字子荣，蒙古族，察哈爾盟太仆寺左翼牧群人，中華民國大陸時期政治人物。

## 生平
恩克巴圖早年毕业于北京蒙旗師範学校。1912年（民国元年），当选民元国会衆議院議員，并加入中国同盟会。此後，曾参加孫文（孫中山）的護法軍政府。1921年（民国10年），出席广州国会非常会议（護法国会）。
1924年（民国13年）1月，恩克巴圖出席中国国民党第一次全国代表大会，当选中央執行委員。2月，任中国国民党察哈爾省臨時執行委員会籌備員。1926年（民国15年）在中国国民党第二次全国代表大会上当选中央執行委員。1928年（民国17年）任中央執監委員。同年10月，任故宮博物院理事。11月，任第1届立法院立法委員（後来1930年10月又被选为第2届立法委员）。12月，任蒙藏委員会委員。
1929年（民国18年）3月，任中国国民党第三届中央監察委員。此後，还任过第4届（1931年12月）和第5届（1935年11月）中央監察委員。1931年（民国20年），任国民政府委員。1933年（民国22年）5月，任行政院駐北平政務整理委員会委員。1934年（民国23年）3月，任蒙古地方自治政務委員会委員。
1939年（民国28年）8月，恩克巴圖同汪精衛合流，任（汪派）中国国民党中央委員。11月，任伊克昭盟鄂爾多斯左翼後旗協理。汪精卫国民政府成立後，恩克巴圖任汪精卫政权的国民政府委員，但因故也留任重慶国民政府的委员。1942年（民国31年）1月，蒋介石才罢免了恩克巴圖的重慶国民政府委員一职。
1944年（民国33年）12月6日，恩克巴圖病逝。享年63岁。

## 延伸阅读
- 著名人物－近代蒙古族歴史人物，新華網内蒙古頻道，于2013-06-06查阅 （页面存档备份，存于）